# ECM Prague Open 2009
ECM Prague Open 2009 — жіночий тенісний турнір, що проходив на кортах з ґрунтовим покриттям. Це був 13-й за ліком ECM Prague Open. Належав до турнірів WTA International в рамках Туру WTA 2009. Відбувся в Празі (Чехія) й тривав з 13 до 19 липня 2009 року.

## Учасниці

### Сіяні пари
| Гравчиня             | Країна     | Рейтинг* | Сіяна |
| -------------------- | ---------- | -------- | ----- |
| Франческа Ск'явоне   | Італія     | 28       | 1     |
| Сібіль Баммер        | Австрія    | 30       | 2     |
| Івета Бенешова       | Чехія      | 31       | 3     |
| Карла Суарес Наварро | Іспанія    | 32       | 4     |
| Альона Бондаренко    | Україна    | 36       | 5     |
| Магдалена Рибарикова | Словаччина | 46       | 6     |
| Луціє Градецька      | Чехія      | 56       | 7     |
| Петра Квітова        | Чехія      | 58       | 8     |

- Рейтинг подано of 6 липня 2009.

### Інші учасниці
Нижче подано учасниць, що отримали вайлд-кард на вихід в основну сітку
- Крістіна Кучова
- Заріна Діяс
- Кароліна Плішкова

Нижче наведено гравчинь, які пробились в основну сітку через стадію кваліфікації:
- Тімеа Бачинскі
- Крістіна Младенович
- Ксенія Первак
- Петра Мартич

## Переможниці та фіналістки

### Одиночний розряд
Сібіль Баммер —  Франческа Ск'явоне, 7–64, 6–2
- Для Баммер це був перший титул за сезон, і другий — у кар'єрі.

### Парний розряд
Альона Бондаренко /  Катерина Бондаренко —  Івета Бенешова /  Барбора Стрицова, 6–1, 6–2